# ファジル・ゲビ
ファジル・ゲビは、エチオピアの都市ゴンダールにある王宮群が立ち並ぶ小高い丘。17世紀から18世紀にかけて、ここを首都としていたゴンダール期（ソロモン朝に含まれる）の歴代皇帝たちが居城や聖堂を建造した。1979年にユネスコの世界遺産に登録された。

## 建造物群
- ファシリデス帝（Fasilides, 在位1632年 - 1667年）
  - ファシリデス帝の宮殿 - 城、聖堂、修道院などを含む。
- ヨハンネス1世帝（Yohannes I, 在位1667年 - 1682年）
  - ヨハンネス1世の図書館
  - 国璽文書館
- イヤス1世帝（Iyasu I, 在位1682年 - 1701年）
  - イヤス帝の宮殿
- ダウィト3世帝（Dawit, 在位1716年 - 1721年）
  - 歌の館
  - 宴の館
- バカッファ帝（Bakaffa, 在位1721年 - 1730年）
  - 謁見の間
  - 皇妃メントゥワブの宮殿

## ゴンダール様式
ファジル・ゲビに並ぶ石造建造物群は、ゴンダール様式と呼ばれる独特の建築様式を持つ。その建築様式は、イスラーム建築、インド建築、バロック建築などの影響を受けている。

## 登録基準
この世界遺産は世界遺産登録基準のうち、以下の条件を満たし、登録された（以下の基準は世界遺産センター公表の登録基準からの翻訳、引用である）。
- (2) ある期間を通じてまたはある文化圏において、建築、技術、記念碑的芸術、都市計画、景観デザインの発展に関し、人類の価値の重要な交流を示すもの。
- (3) 現存するまたは消滅した文化的伝統または文明の、唯一のまたは少なくとも稀な証拠。

登録基準に基づく評価内容は以下の通り。
- (2) 「ゴンダール時代」のスタイルの特徴は、17世紀初頭から首都ゴンダールで現れ、200年以上にわたってエチオピア建築の発展に大きな影響を与えた。
- (3) ファシル・ゲッビ、クスクアムおよびその他の遺跡は、16世紀から18世紀にかけて、タナ湖の北の高地におけるエチオピア文明の近代時代の優れた証拠を残している。